# Nyálkás kígyógomba
A nyálkás kígyógomba (Mycena vulgaris) a kígyógombafélék családjába tartozó, Európában és Észak-Amerikában honos, fenyvesekben élő, nem ehető gombafaj. 

## Megjelenése
A nyálkás kígyógomba kalapja 0,5-2 cm széles, alakja fiatalon kúpos vagy domború, a közepe benyomott lehet, esetleg kis, hegyes púppal; idősebben széles domborúan kiterül. Felülete bordázott, áttetsző. Felszíne a kalapbőrt borító leválasztható, kocsonyás lepedéktől síkos, nyúlós. Színe a közepén sötétebb barna, a széle felé halványbarna vagy szürkésbarna. 
Húsa vékony, vizenyős, színe fehéres vagy halványbarnás. Íze nem jellegzetes, szaga kissé gyümölcsös lehet.
Ívelt lemezei szélesen a tönkhöz nőttek vagy némileg lefutók. Színük halványszürke vagy halvány szürkésbarnás.
Tönkje 2-6 cm magas és 0,1-0,15 cm vastag. Alakja egyenletesen hengeres vagy a csúcsán kissé szélesedő. A felszínét borító nyálkás kocsonyás anyagtól síkos, nyúlós. Felülete fent hamvas, a többi részén sima. Színe a tetején fehéres, lefelé barnul, a tövénél sötétebb barna. A tövét durva, fehér micéliumrostok boríthatják. 
Spórapora fehér. Spórája gyümölcsmag formájú, sima, mérete 7-9 x 3,5-4,5) µm.

### Hasonló fajok
A hullámos kígyógomba, a lúgszagú kígyógomba vagy a csepegő kígyógomba hasonlít rá. 

## Elterjedése és termőhelye
Európában (inkább északon) és Észak-Amerikában honos. Magyarországon ritka. 
Elsősorban fenyvesekben, főleg luc alatt fordul elő, sokszor tömegesen. Az avar tűleveleit, apró gallyait bontja. Augusztustól októberig terem. 
Nem ehető. 